# 亀井郁夫
亀井 郁夫（かめい いくお、1933年〈昭和8年〉11月1日 - 2019年〈令和元年〉5月15日）は、日本の政治家。元参議院議員（2期）。学校法人萩学園理事長、学校法人こおりやま東都学園理事長。弟は衆議院議員の亀井静香（誕生日は1936年の同じ日）。

## 来歴・人物
広島県比婆郡山内北村（現・庄原市川北町）出身。旧制広島県立広島第一中学校（現・広島県立国泰寺高等学校）、広島県立広島皆実高等学校を経て、東京大学法学部を卒業。1957年に旭化成工業に入社し、1985年には取締役合成樹脂第一事業部長兼会長付に就任したが、翌1986年に退社。
1987年に広島県議会議員に初当選し、以後二期連続当選。1993年に県議を辞職して広島県知事選挙に立候補するが藤田雄山に敗れる。
1998年の第18回参議院議員通常選挙に自由民主党公認候補として広島県選挙区から立候補し当選。自民党内の派閥では、実弟の亀井静香が率いる志帥会（亀井派）に所属した。2002年、第1次小泉内閣の内閣府大臣政務官に就任。
郵政民営化には実弟（亀井静香）同様に抵抗し、郵政民営化法案の参議院本会議採決（2005年8月8日）では反対票を投じて否決となり、「参院の良識はこういう形で示されたと思う」と述べた。この法案の否決で小泉純一郎首相は衆議院を解散。その直後、第44回衆議院議員総選挙では実弟で国民新党の亀井静香（広島県第6区）を支援した。総選挙後の特別国会に再提出された郵政法案の採決においても退席して棄権した。その際、「一応民意が示されたと言われているが、前回否決したのと全く同じ（法案）なら参院をバカにしている」と語った。
郵政民営化関連法案への反対と総選挙での新党参加者（亀井静香）の支援を理由に、2005年10月28日の自民党党紀委員会に離党勧告を言い渡されたが、離党勧告処分に対し不服として同年10月31日、自民党総務会に対して再審査を請求。請求の理由として、（1）郵政民営化法案に党議拘束はかかっていない、（2）衆院選で支援した亀井静香の広島県第6区に自民党公認候補がおらず、弟に対する支援は党規律を乱す行為とは考えられない――ことなどを再審査請求書に挙げている。
自民党広島県支部連合会の会長を務めていたが、郵政解散による衆議院総選挙後の2005年9月末ごろより会長としての活動を謹慎していた。離党勧告処分は不当だとしながらも、会長職にとどまることは地元の党員、党友に迷惑を掛けるとし、処分の再審査を請求する事態に至った責任を取って同年11月2日に桧山俊宏会長代行に会長職の辞任届を提出した。辞職は、あくまでも離党勧告処分の正当性とは別問題であると強調している。同年12月8日、自民党総務会は党紀処分の再審査請求を却下。亀井は離党届を提出せず、除名された。その後、国民新党に入党し、党副代表に就任。
2010年3月31日には健康上の理由で同年7月の第22回参議院議員通常選挙に広島選挙区では立候補しない意向を表明。
2012年6月1日、民事再生手続き開始が決定された学校法人萩学園（山口福祉文化大学の経営母体）を経営支援してきた塩見ホールディングスが支援から撤退したことを受け、亀井が理事長を務める学校法人こおりやま東都学園（郡山健康科学専門学校の経営母体）が支援を引き継いだことに伴って、学校法人萩学園の理事長に就任した。
2019年5月15日15時45分、肺炎による呼吸器不全のため、庄原市の病院で死去、85歳没。死没日をもって従四位に叙される。
郁夫死去後の2023年に、息子の亀井一夫が広島市議会議員選挙（安佐南区）で初当選を果たした。

## 政策
- 選択的夫婦別姓制度導入に反対[5]。
- 健康増進法を努力規定ではなく義務規定として、受動喫煙防止を徹底することに反対[6]。

## 不祥事
- 2003年、亀井が代表を務める自民党支部が、日本道路公団の通行料金別納制度を利用するためのカードを、第三者への貸与を禁止した同公団の規定に違反して広島市の事業協同組合から借り受け、高速道路料金の割引を受けていたことが発覚した[7]。

## 政治献金
- 入学手続き前に受験生から二十四億円以上もの寄付金を集めていたことが問題となっている帝京大学（東京都板橋区）グループと総長らから、1995年から2000年にかけて、200万円の献金を受けていた、としんぶん赤旗に報道された[8]。

## 裏口入学報道と裁判勝訴
2008年7月31日発売号の週刊新潮が、亀井が裏口入学の口利き名目で現金をだまし取ったと報道した。亀井は名誉毀損として出版元の新潮社を訴えた。2013年5月29日、広島地方裁判所は、週刊新潮の報道について「原告が裏口入学させることを約束し、金銭を交付させたという証拠はない」として、新潮社に対し、330万円の賠償金の支払いを命じた。

## 年譜
- 1933年 - 出生
- 1957年 - 東京大学法学部を卒業し、旭化成工業株式会社へ入社
- 1979年 - 総務部長
- 1983年 - 取締役
- 1985年 - 取締役合成樹脂第一事業部長兼会長付就任
- 1986年 - 同社退社
- 1987年 - 広島県議会議員初当選（ - 1993年）
- 1998年 - 第18回参議院議員通常選挙で初当選
- 2002年 - 内閣府大臣政務官就任
- 2004年 - 第20回参議院議員通常選挙で再選
- 2010年 - 第22回参議院議員通常選挙に立候補せず、政界から引退。旭日重光章受章
- 2012年 - 学校法人萩学園理事長に就任
- 2019年 - 死去

## 所属していた団体・議員連盟
- 真の人権擁護を考える懇談会（副会長）
- 天皇陛下御即位二十年奉祝国会議員連盟（副実行委員長）
- 神道政治連盟国会議員懇談会